# Spinhenge@home
Spinhenge@home – projekt systemu BOINC. Celem tego projektu jest zwiększenie podstawowej wiedzy w dziedzinie magnetyzmu molekularnego.